# 五强溪镇
五强溪镇，是中华人民共和国湖南省怀化市沅陵县下辖的一个乡镇级行政单位。

## 行政区划
五强溪镇下辖以下地区：
五强溪社区、麻伊伏社区、唐家湾社区、牛狮坪村、瓦窑坪村、石公坪村、学堂坪村、柳林汊村、唐家坪村、大洞溪村、荷花坡村、合仁坪村、辰塘溪村、金银池村、蒋家溪村、四合头村、蒿子溪村、乔子坪社区村和夸父山村。